# Analogie (linguistique)
Pour les articles homonymes, voir Analogie (homonymie).
Pour un article plus général, voir Analogie.
En linguistique, l'analogie désigne la création ou la modification d'un morphème, d'un lexème ou d'une structure syntaxique sur la base d'un modèle existant. Une conséquence directe de l'analogie est le nivellement des paradigmes : ainsi le verbe français aimer connaissait auparavant des formes en am- et en aim- ; par analogie avec les formes j'aime, ils aiment, amer, nous amons et vous amez sont devenus aimer, nous aimons et vous aimez.